# Ротунно, Эрнесто
Эрнесто Ротунно (исп. Ernesto Rotunno, годы жизни неизвестны) — уругвайский шахматист, национальный мастер.
Чемпион Уругвая 1938 и 1939 гг.
В составе сборной Уругвая участник шахматной олимпиады 1939 г. и матча со сборной СССР 1954 г.
Участник крупного международного турнира в Монтевидео (1938 г.).

## Спортивные результаты
| Год  | Город        | Соревнование                                                | + | − | = | Результат | Место |
| ---- | ------------ | ----------------------------------------------------------- | - | - | - | --------- | ----- |
| 1938 |              | Чемпионат Уругвая                                           |   |   |   |           | 1     |
|      | Монтевидео   | Международный турнир                                        | 3 | 9 | 3 | 4½ из 15  | 15    |
| 1939 |              | Чемпионат Уругвая                                           |   |   |   |           | 1     |
|      | Буэнос-Айрес | VIII Олимпиада (сборная Уругвая, 1-я доска)                 | 3 | 4 | 5 | 5½ из 12  |       |
| 1954 | Монтевидео   | Матч Уругвай — СССР (против С. М. Флора и Д. И. Бронштейна) | 0 | 2 | 0 | 0 из 2    |       |